# 錦タワー
錦タワー（にしきタワー）は、三重県度会郡大紀町錦にある防災塔。1944年（昭和19年）12月7日の東南海地震に伴って発生した津波を教訓に建設されたもので、1998年（平成10年）に完成した。
タワーの完成後、錦地区に大きな津波が押し寄せたことはないが、台風などの際に役立っており、防波堤に比べて安く建設できることから、東日本大震災以降日本全国から視察が増加している。その後錦第2タワーも建設された。

## 概説
錦地区は津波災害に対する意識が強い地域である。住民の協力で高台に至る避難経路が整備され、集落には避難場所を示す案内標識・誘導灯・情報表示板を設置することで、円滑な避難ができるように工夫がなされている。さらに担当職員を常時配置することで震度4以上の地震が20秒以上継続した場合、無条件でサイレンを鳴らして避難を呼び掛けるという気象庁の発表よりも早い避難態勢を構築している。
しかし錦は標高が低く、集落内を奥川という河川が流れているため、避難がしづらくなっている。特に日の出町地域は、川に囲まれているため橋が落ちた場合、住民は避難経路を失って孤立してしまう。日の出町は昭和東南海地震の時は田畑が広がっており、多くの人々が逃げきれずに命を落としたが、新興住宅地となっている。そこで高台まで避難することが困難な人のために、街中に錦タワーという避難施設を置いている。
毎年12月7日には避難訓練を実施し、錦タワーへの経路を確認している。日常的な施設の管理は、地域の高齢者で組織された有償ボランティア「いきいき活動隊」のメンバーが行う。毎日朝8時30分までに資料館と避難所を開け、週1回展望台とトイレの掃除を行う。

## 構造
タワーは海抜高度4.2mのところにある鉄筋コンクリート構造の5階建の建築物で、高さは21.8mである。昭和東南海地震の波高6.5mを基準にし、2階以上は浸水しないという想定の下、8.1mの2階部分に避難場所となる集会所を設置している。最大500人が施設内に避難することができる。
タワーにはさまざまな工夫がなされている。津波の力や津波で流されてきた船舶が衝突する際の衝撃を分散させるよう、円柱形をとっている。また、階段を外周に設置することで流された人を見つけやすくしている。建設費は1億3800万円。防波堤を建設するとなれば最低でも数百億円は必要となる上、東日本大震災では効果の限界が露呈した。
非常用の備えとして、500mL入りペットボトルの水100本、毛布50枚、救命胴衣、自家発電設備を用意する。
タワー内の構造
| 階  | 海抜高度（m） | 地表からの高さ（m） | 施設                           |
| 5階 | 20.2          | 16.0                | 展望スペース（非常時は避難所） |
| 4階 | 16.2          | 12.0                | 避難所                         |
| 3階 | 12.2          | 8.0                 | 防災資料館                     |
| 2階 | 8.2           | 4.0                 | 集会所（非常時は避難所）       |
| 1階 | 4.2           | 0                   | トイレ・消防倉庫               |

## 歴史
1944年（昭和19年）12月7日午後1時40分、昭和東南海地震が発生し、三重県北牟婁郡錦町（現在の大紀町錦）では1分程度の揺れが続いた。同年の10月7日に暴風雨による高潮を経験した錦町では、家財を高い所に移すなどの行動をとる者もいた。津波は地震の数十分後に錦町に到達、6回押し寄せた。津波の高さは6.5mであった。この日は錦町の住民にとって忘れることのできない一日となり、死者56人、行方不明者8人、総額8,040,400円の損害をもたらした。当時の錦町の全住宅733戸のうち93%にあたる642戸が被災（流失・全壊・半壊・浸水）した。この時の被災者の中に、当時5歳だった2011年9月現在大紀町長を務める谷口友見がいた。谷口は後に建設会社で防波堤や灯台などを建設する仕事に就いた。その後、46歳で谷口は度会郡紀勢町の町長に就任する。
1993年（平成5年）、北海道南西沖地震が発生し、奥尻島は津波による大きな被害を受けた。1994年（平成6年）に谷口町長を始めとした紀勢町の視察団は奥尻島を訪問、当時の奥尻町長から「何が何でも高台に逃げることだ」との教訓を伝えられた。視察を元に紀勢町では1995年（平成7年）8月、紀勢町防災対策実行委員会を結成し、一次避難所の整備を始めた。ほとんどの地域では5分以内に避難可能な高台が確保されたものの、日の出町だけはどうしても5分では避難できないことがこの時判明した。
谷口町長は建設会社での経験から灯台のような避難施設が造れないかと、ダイコンをカッターナイフで切り、避難施設の模型作りに試行錯誤を重ねた。そして町議会に錦タワーの建設を提案するが、いつ来るか分からない津波のために巨費を投じることに疑問を呈する議員もいた。それでも谷口の説得の甲斐もあり、建設が実現した。錦タワーは1998年（平成10年）度の「第3回防災まちづくり大賞 消防科学総合センター理事長賞 防災ものづくり」を受賞した。
2004年（平成16年）9月5日に発生した紀伊半島南東沖地震の際は深夜にもかかわらず、錦の住民の約8割、高齢者に至ってはほぼ全員が避難した。一方で2011年（平成23年）3月11日に発生した東北地方太平洋沖地震の時には、住民約2,200人のうち避難したのは300人にとどまった。